# Невада
Невада (англ. Nevada, від ісп. nevada — сніжне, вкрите снігом) — штат у США; 286,3 тис. км², 3,18 млн мешканців (2022); адміністративний центр Карсон-Сіті, головні міста і центри міжнародного туризму: Лас-Вегас (Невада) і Ріно. Три чверті населення живе в агломерації Лас-Вегасу.

## Географія
Гористий рельєф (Великий Басейн); розлогі пустелі. Рельєф: пустеля Мохаве, озера: Тахо, Пірамід, Мід; гори та плато.
У пустелі Блек Рок (англ. Black Rock Desert) розташований штучний гейзер «Флай», який виник у 1964 р., але настільки змінив навколишню місцевість, що це місце можна прийняти за поверхню іншої планети, настільки тут все незвичайно виглядає.

## Історія
Територія досліджена Кітом Карсоном і Джоном Фремонтом у 1843-45 роках; перейшла до США після Мексиканської війни 1848 року; першим постійним поселенням був торговий пост мормонів у 1848 році. Відкриття срібла в 1858 році призвело до різкого припливу населення, окремий штат з 1858 року. Побудова в 1930-х роках дамби Гувера дала змогу розв'язувати проблеми з водою й електропостачанням зростаючого Лас-Вегаса. У 1931 році сформувалися два основних бізнеси: гральний у Лас-Вегасі та оформлення розлучень у Ріно. Нафта була відкрита 1954 року, але видобуток золота перевищує всі інші галузі видобувної промисловості. Більш ніж половина прибутків штату формує туризм і гральний бізнес.

## Господарство
Видобуток руд міді, марганцю; велика електростанція та Гребля Гувера на річці Колорадо.
Металургія; тваринництво, вівчарство; вирощування (штучне зрошення) бавовни, пшениці.
Добувають ртуть, барит, золото.
Легалізовані гральний бізнес і проституція; казино Лас-Вегасу і Ріно.

## Адміністративно-територіальний устрій
Міські агломерації Невади: Лас-Вегас — 1902,8 тисячі осіб (2009 рік); Ріно — 419,3 тисячі осіб (2009 рік); Карсон_Сіті — 55,2 тис. осіб; Фьорнли — 52,6 тис. осіб; Ілко — 49,6 тис. осіб; Гарденнервіль-Ранчос — 45,5 тисяч осіб; Пахрумп — 44,2 тисячі осіб; Фолон — 24,9 тисяч осіб (2009 рік).
Національний монумент печер Лемана. На території Невади розташована загадкова Зона 51.

## Округи (графства) Невади
| ОКРУГИ ШТАТУ НЕВАДА | ОКРУГИ ШТАТУ НЕВАДА           | ОКРУГИ ШТАТУ НЕВАДА | ОКРУГИ ШТАТУ НЕВАДА          | ОКРУГИ ШТАТУ НЕВАДА                     | ОКРУГИ ШТАТУ НЕВАДА | ОКРУГИ ШТАТУ НЕВАДА         | ОКРУГИ ШТАТУ НЕВАДА            |
| ------------------- | ----------------------------- | ------------------- | ---------------------------- | --------------------------------------- | ------------------- | --------------------------- | ------------------------------ |
| назва Округу        | адміністративний центр Округу | рік заснування      | населення станом на 2000 рік | % від загальної кількості жителів штату | площа (миля²)       | % від загальної площі штату | густота населення (осіб/миля²) |
| Карсон-Сіті (округ) | Карсон-Сіті                   | 1861                | 52,457                       | 2.63 %                                  | 146                 | 0.13 %                      | 359.29                         |
| Черчилл             | Фоллон                        | 1861                | 23,982                       | 1.20 %                                  | 5,023               | 4.54 %                      | 4.77                           |
| Кларк               | Las Vegas                     | 1908                | 1,375,765                    | 68.85 %                                 | 8,091               | 7.32 %                      | 170.04                         |
| Дуґлас              | Minden                        | 1861                | 41,259                       | 2.06 %                                  | 738                 | 0.67 %                      | 55.91                          |
| Елко                | Elko                          | 1869                | 45,291                       | 2.27 %                                  | 17,203              | 15.56 %                     | 2.63                           |
| Есмералда           | Goldfield                     | 1861                | 971                          | 0.05 %                                  | 3,589               | 3.25 %                      | 0.27                           |
| Еврика              | Eureka                        | 1869                | 1,651                        | 0.08 %                                  | 4,180               | 3.78 %                      | 0.39                           |
| Гумбольдт           | Winnemucca                    | 1856/1861           | 16,106                       | 0.81 %                                  | 9,658               | 8.74 %                      | 1.67                           |
| Лендер              | Battle Mountain               | 1861                | 5,794                        | 0.29 %                                  | 5,519               | 4.99 %                      | 1.05                           |
| Лінкольн            | Pioche                        | 1866                | 4,165                        | 0.21 %                                  | 10,637              | 9.62 %                      | 0.39                           |
| Лайон               | Yerington                     | 1861                | 34,501                       | 1.73 %                                  | 2,016               | 1.82 %                      | 17.11                          |
| Мінерал             | Hawthorne                     | 1911                | 5,071                        | 0.25 %                                  | 3,813               | 3.45 %                      | 1.33                           |
| Най                 | Tonopah                       | 1864                | 32,485                       | 1.63 %                                  | 18,159              | 16.43 %                     | 1.79                           |
| Першинґ             | Lovelock                      | 1919                | 6,693                        | 0.33 %                                  | 6,068               | 5.49 %                      | 1.10                           |
| Сторі               | Virginia City                 | 1861                | 3,399                        | 0.17 %                                  | 264                 | 0.24 %                      | 12.88                          |
| Вошо                | Reno                          | 1861                | 339,486                      | 16.99 %                                 | 6,551               | 5.93 %                      | 51.82                          |
| Вайт-Пайн           | Ely                           | 1869                | 9,181                        | 0.46 %                                  | 8,897               | 8.05 %                      | 1.03                           |
| Всього              | округи: 17                    |                     | 1,998,257                    |                                         | 110,552             |                             | 18.08                          |

- округ Гумбольдт (Humboldt) визнано Законодавчими зборами території Юта графством у 1856 і повторно у 1861, вже Законодавчими зборами Невади

## Населення

### Мовний склад населення (2010)[Архівовано1 грудня 2007 уWayback Machine.]
| Мови        | Частка людей старше 5 років, % |
| ----------- | ------------------------------ |
| Англійська  | 71,79                          |
| Іспанська   | 19,64                          |
| Тагальська  | 2,55                           |
| Китайська   | 0,65                           |
| Корейська   | 0,39                           |
| Німецька    | 0,37                           |
| В'єтнамська | 0,31                           |
| Французька  | 0,30                           |
| Японська    | 0,25                           |
| Ахмарська   | 0,24                           |
| інші        | 3,51                           |

### Расовий та етнічний склад населення[1]
|                                         | 2000, % | 2010, % | 2020, % |
| --------------------------------------- | ------- | ------- | ------- |
| білі (без врахування латиноамериканців) | 65,21   | 54,14   | 45,93   |
| окремо латиноамериканці                 | 19,72   | 26,53   | 28,68   |
| чорні                                   | 6,58    | 7,70    | 9,40    |
| азіати                                  | 4,43    | 7,07    | 8,57    |
| корінні американці                      | 1,07    | 0,87    | 0,75    |
| вихідці з тихоокеанських островів       | 0,39    | 0,57    | 0,74    |
| інша раса                               | 0,14    | 0,18    | 0,55    |
| мішані раси (мультираса)                | 2,46    | 2,93    | 5,38    |

1. ↑  Nevada. Wikipedia (англ.). 4 березня 2024. Процитовано 7 березня 2024.